# Lịch sử Châu Phi

Các quốc gia châu Phi tiền thuộc địa từ các khoảng thời gian khác nhau

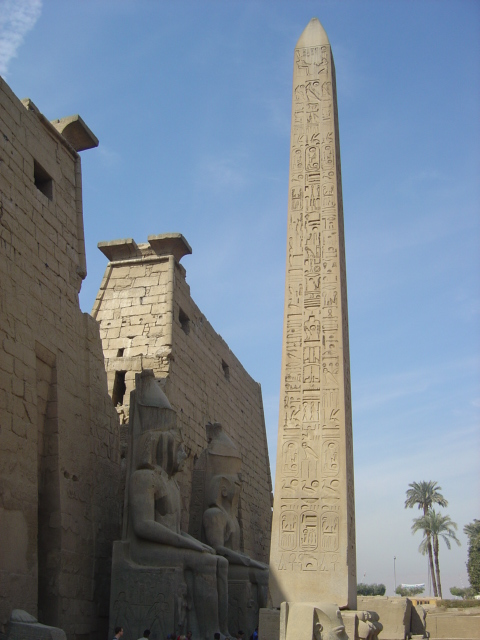
Obelisk tại đền thờ Luxor, Ai Cập. khoảng 1200 TCN

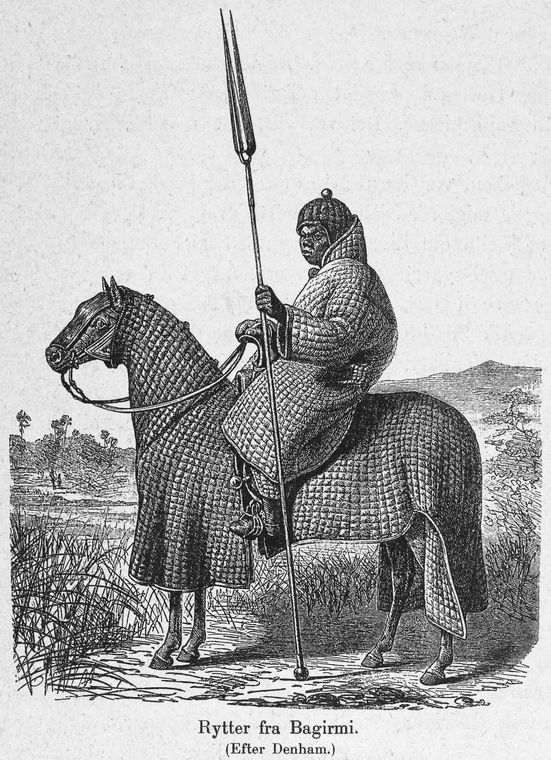
Hiệp sĩ Baguirmi trong bộ áo giáp độn đầy đủ

Lịch sử Châu Phi bắt đầu với sự xuất hiện của vượn nhân hình, người cổ xưa và cách đây ít nhất 200.000 năm trước con người hiện đại về mặt giải phẫu (Homo sapiens) ở Đông Phi, và tiếp tục không ngừng cho đến hiện tại như một sự chắp vá của các quốc gia phát triển chính trị và đa dạng. Lịch sử được ghi nhận sớm nhất phát sinh ở Vương quốc Kush và ở Ai Cập cổ đại, Sahel, Maghreb và Sừng châu Phi.
Sau khi sa mạc hóa sa mạc Sahara, lịch sử Bắc Phi đã song hành cùng với Trung Đông và Nam Âu trong khi sự bành trướng của vùng Baltu quét từ Cameroon (Trung Phi) ngày nay qua phần lớn lục địa cận Sahara trong các đợt sóng từ năm 1000 TCN đến năm 0, tạo ra một điểm chung về ngôn ngữ trên hầu hết lục địa miền trung và miền nam.
Trong thời trung cổ, Hồi giáo lan rộng từ phía tây đến Ả Rập đến Ai Cập, vượt qua Maghreb và Sahel. Một số quốc gia và xã hội tiền thực dân đáng chú ý ở Châu Phi bao gồm Đế quốc Ajuran, D'mt, Vương quốc Adal, Alodia, Vương quốc Warsangali, Vương quốc Nri, Văn hóa Nok, Đế quốc Mali, Đế quốc Songhai, Đế quốc Benin, Đế quốc Oyo, Đế quốc Ashanti, Đế quốc Ghana, Vương quốc Mossi, Đế quốc Mutapa, Vương quốc Mapungubwe, Vương quốc Sine, Vương quốc Sennar, Vương quốc Saloum, Vương quốc Baol, Vương quốc Cayor, Vương quốc Zimbabwe, Vương quốc Kongo, Vương quốc Kaabu, Vương quốc Ile Ife, Carthage Cổ đại, Numidia, Mauretania và Đế chế Aksumite. Vào thời kỳ đỉnh cao, trước thời kỳ chủ nghĩa thực dân châu Âu, người ta ước tính rằng châu Phi có tới 10.000 quốc gia và các nhóm tự trị khác nhau với các ngôn ngữ và phong tục riêng biệt.
Từ giữa thế kỷ thứ 7, việc buôn bán nô lệ Ả Rập đã chứng kiến người Ả Rập Hồi giáo nô lệ hóa người châu Phi. Sau một hiệp định đình chiến giữa Rashidun Caliphate và Vương quốc Makuria sau Trận Dongola lần thứ hai vào năm 652, nô lệ đã được vận chuyển, cùng với người châu Á và châu Âu, qua Biển Đỏ, Ấn Độ Dương và sa mạc Sahara.
Từ cuối thế kỷ 15, người châu Âu bắt đầu tham gia buôn bán nô lệ. Người ta có thể nói người Bồ Đào Nha dẫn đầu trong quan hệ đối tác với những người châu Âu khác. Điều đó bao gồm việc buôn bán hình tam giác, với người Bồ Đào Nha ban đầu có được nô lệ thông qua buôn bán và sau đó bằng vũ lực như một phần của việc buôn bán nô lệ Đại Tây Dương. Họ vận chuyển nô lệ Tây, Trung và Nam Phi ra nước ngoài. Sau đó, thực dân châu Âu ở châu Phi đã phát triển nhanh chóng từ khoảng 10% (1870) đến hơn 90% (1914) trong Cuộc tranh giành châu Phi (1881-1914). Tuy nhiên, sau những cuộc đấu tranh giành độc lập ở nhiều nơi trên lục địa, cũng như một châu Âu suy yếu sau Chiến tranh thế giới thứ hai (1939–1945), việc phi thực dân hóa đã diễn ra trên khắp châu Phi, đỉnh điểm là vào năm 1960, năm của châu Phi.
Các ngành như việc ghi lại lịch sử truyền miệng, ngôn ngữ học lịch sử, khảo cổ học và di truyền học là rất quan trọng trong việc tái khám phá các nền văn minh vĩ đại của châu Phi thời cổ đại.

## Lịch sử Châu Phi
Lịch sử châu Phi được lưu giữ và truyền tải thông qua các phương pháp độc đáo và đa dạng, phản ánh bản chất cộng đồng và thường dựa trên truyền miệng từ các cộng đồng châu Phi. Thay vì chỉ dựa vào các ghi chép bằng văn bản, quá trình lịch sử châu Phi kết hợp các truyền thống truyền miệng, bao gồm các lời kể từ nhân chứng, tin đồn, hồi ức, và thậm chí là những giấc mơ hay thị kiến. Những yếu tố này được cẩn thận tạo dựng thành các câu chuyện và được trình diễn, đảm bảo sự truyền tải qua các thế hệ.
Những khía cạnh chính của sử học châu Phi bao gồm:
- Tính cộng đồng lịch sử: Quá trình lịch sử được xem là một nỗ lực tập thể, nhấn mạnh vào trải nghiệm và tri thức chung cộng đồng hơn là tập trung vào những đóng góp cá nhân.
- Truyền thống truyền miệng như công cụ nhận thức: Kiến thức được lưu giữ và truyền tải qua nhiều hình thức, bao gồm tục ngữ, âm nhạc và kể chuyện, truyền đạt ý nghĩa một cách rõ ràng hoặc ẩn ý. Truyền thống truyền miệng có thể mang tính công khai (chia sẻ rộng rãi) hoặc bí truyền (dành riêng cho một nhóm cụ thể).
- Tính tương đối sự thật và thời gian: Trong nhiều xã hội châu Phi, thời gian được hiểu theo các khía cạnh huyền thoại hoặc xã hội, và sự thật thường được xem là mang tính tương đối, bị chi phối bởi bối cảnh và cách diễn giải thay vì khách quan tuyệt đối.
- Vai trò ký ức và hình ảnh cụ thể: Các nhà sử học nghiên cứu truyền thống truyền miệng xem xét cách ký ức và quá trình tư duy hình thành nên các câu chuyện này. Các sự kiện thường được đơn giản hóa hoặc cố định thành những khuôn mẫu, ưu tiên hình ảnh cụ thể, dễ liên tưởng hơn là các chi tiết trừu tượng để dễ dàng ghi nhớ và truyền đạt.
- Kiến thức trải nghiệm: Nhận thức luận châu Phi nhấn mạnh một cách tiếp cận toàn diện đối với tri thức, kết hợp giữa nhận thức cảm giác, cảm xúc, trực giác và lý luận trừu tượng. Điều này tương phản với trọng tâm mang tính lý thuyết và trừu tượng hơn nhận thức luận phương Tây.

Truyền thống phong phú về lịch sử truyền miệng này nhấn mạnh tính thích nghi và chiều sâu các xã hội châu Phi trong việc lưu giữ lịch sử của mình, cho thấy cách bối cảnh văn hóa định hình các phương pháp truyền tải và hiểu biết về tri thức.

## Tiền sử ban đầu
Những loài người vượn cổ đầu tiên được biết đến đã tiến hóa ở châu Phi. Theo ngành cổ sinh vật học, cấu trúc hộp sọ những loài người vượn cổ ban đầu tương tự như của khỉ đột và tinh tinh, những loài linh trưởng lớn cũng đã tiến hóa ở châu Phi. Tuy nhiên, loài người vượn cổ đã thích nghi với cách di chuyển bằng hai chân, giúp giải phóng đôi tay của họ. Điều này mang lại một lợi thế quan trọng, cho phép họ sống ở cả khu vực rừng rậm và đồng cỏ savan mở, trong thời kỳ châu Phi đang khô cằn dần và đồng cỏ savan lấn dần vào các khu vực rừng rậm. Điều này có thể đã xảy ra cách đây khoảng 10 đến 5 triệu năm, nhưng những tuyên bố này vẫn còn gây tranh cãi vì các nhà sinh học và di truyền học cho rằng loài người xuất hiện trong khoảng 70 nghìn đến 200 nghìn năm trước.